# Boukram
Boukram (em árabe: بوكرام) é uma cidade e comuna localizada na província de Bouira, Argélia. Segundo o censo de 2008, a população total da cidade era de 5 647 habitantes.